# Ocyptamus golbachi
Ocyptamus golbachi är en tvåvingeart som först beskrevs av Fluke 1950.  Ocyptamus golbachi ingår i släktet Ocyptamus och familjen blomflugor. Inga underarter finns listade i Catalogue of Life.